# Callipia fulvida
Callipia fulvida är en fjärilsart som beskrevs av W. Warren 1907. Callipia fulvida ingår i släktet Callipia och familjen mätare. Inga underarter finns listade i Catalogue of Life.